# 下伊代丘鄉
46°48′N 24°45′E / 46.800°N 24.750°E
下伊代丘鄉（羅馬尼亞語：Comuna Ideciu de Jos, Mureș），是羅馬尼亞的鄉份，位於該國中部，由穆列什縣負責管轄，面積43平方公里，海拔高度549米，2007年人口2,108，人口密度每平方公里49人。